# Katharine Woolley

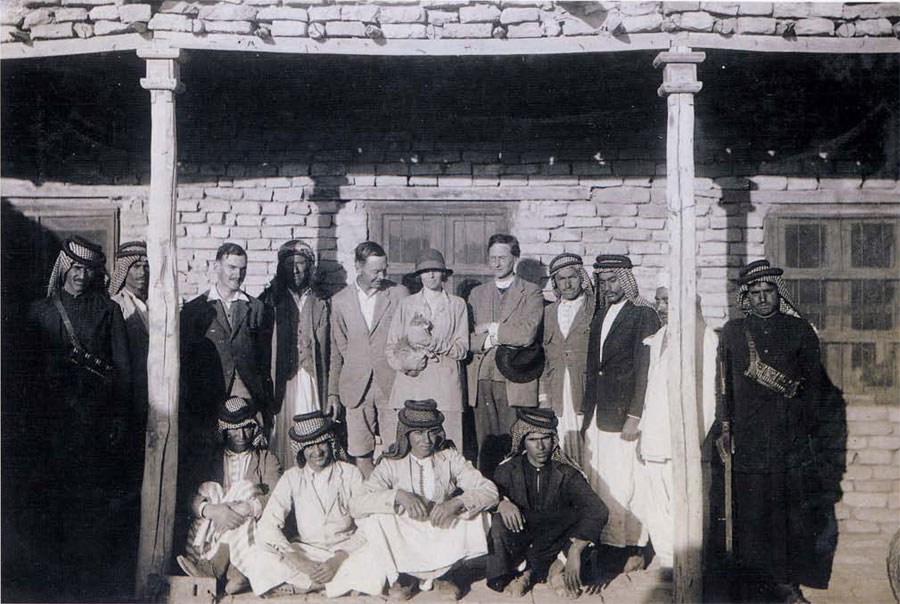
Das Grabungsteam vor dem Grabungshaus 1928 in Ur – hintere Reihe ab Dritter von links nach rechts: Max Mallowan, Hamoudi, C. Leonard Wolley, Katherine Wolley, Vater Eric R. Burrows

Katharine Woolley, verwitwete Keeling, (* als Katharine Elizabeth Menke im Juni 1888; † 8. November 1945) war eine britische Zeichnerin.
Katharine Woolley wurde als Tochter deutscher Eltern in England geboren. Viele Details ihres Lebens liegen im Verborgenen, da sie zu Lebzeiten eher ein Bild von sich verbreitete und nach ihrem Tod wunschgemäß alle Papiere vernichtet wurden. Sie besuchte das Somerville College und studierte dort Geschichte. Das Studium konnte sie aufgrund gesundheitlicher Probleme nicht beenden. Im Frühjahr 1919 heiratete sie Lieutenant Colonel Bertram Keeling, der jedoch schon im Herbst des Jahres verstarb. 1924 stieß sie als Zeichnerin zur Ausgrabung von Leonard Woolley in Ur. Es war zu dieser Zeit sehr unüblich, unverheiratete Frauen auf Ausgrabungen zu beschäftigen, ja es galt sogar als skandalös. Als das Verhältnis auch die Geldgeber erreichte und zu unangenehmen Nachfragen führte, heirateten beide 1927.
Der Charakter Katherine Woolleys wurde von vielen Personen beschrieben. Gertrude Bell nannte sie „eine gefährliche Frau“. Eine der wenigen Frauen, die sie mochte, war Max Mallowans Frau Agatha Christie. Doch auch diese hatte keine hohe Meinung von Woolley und bezeichnete sie als une allumeuse, also als eine Frau, die mit Menschen und dem Feuer spielt. Sie setzte ihr in ihrem Roman Mord in Mesopotamien ein beredtes Denkmal: die ermordete Mrs. Leidner trägt die Züge Woolleys. Mallowan nannte sie feline. Nach allen Berichten war sie eine berechnende, manipulative Frau, die keine Widerworte akzeptierte und mit ihrer Umgebung vor allem über Befehle kommunizierte. Dabei passte sie gut zu ihrem autoritären Mann, Mallowan äußerte zu ihrer Beziehung einmal Sie verdienen einander. Selbst ihre lebenslange Krankheit setzte sie zu ihrem Vorteil ein und hielt damit oftmals die gesamte Grabungsmannschaft in Atem. Neben ihrem Mann musste sich insbesondere Mallowan zu ihrer Verfügung halten, wenn sie eine Massage oder eine Therapie mit Blutegeln wollte. Sie neigte auch zur Eitelkeit, war seit ihrer Hochzeit mit Woolley auf fast allen Grabungsfotos zu sehen, auf denen sie sich herausputzte. Nachdem ihr Mann 1935 geadelt wurde, bestand auch sie darauf, als Lady Woolley angeredet zu werden.
Neben den negativen Charaktereigenschaften bleibt Woolleys Können als Grabungszeichnerin. Viele erstklassige Fundzeichnungen stammen ebenso aus ihrer Hand, wie eine Porträtbüste des langjährigen Vormanns der Ausgrabungen in Ur, Hamoudi. In der letzten Grabungskampagne von Ur, 1934, leitete sie die Ausgrabungen.